# Aleppo
Aleppo (arabsky حلب‎, Halab, turecky Halep, kurdsky Heleb, ve starověku Beroea) je město v severozápadní Sýrii, 50 km jižně od tureckých hranic. Aleppo, se svými asi 1,8 miliony obyvatel (2017), je nejlidnatějším městem Sýrie. Současně je hlavním městem guvernorátu Aleppo. Většinu obyvatelstva tvoří Arabové a Kurdové, menšinově pak Turci a Arméni. 15–20 % obyvatelstva jsou křesťané různých vyznání. Nachází se zde mezinárodní letiště, je též křižovatkou železničních tratí. Nedaleko arabského tržiště se nachází citadela, jež je dominantou města.

## Historie

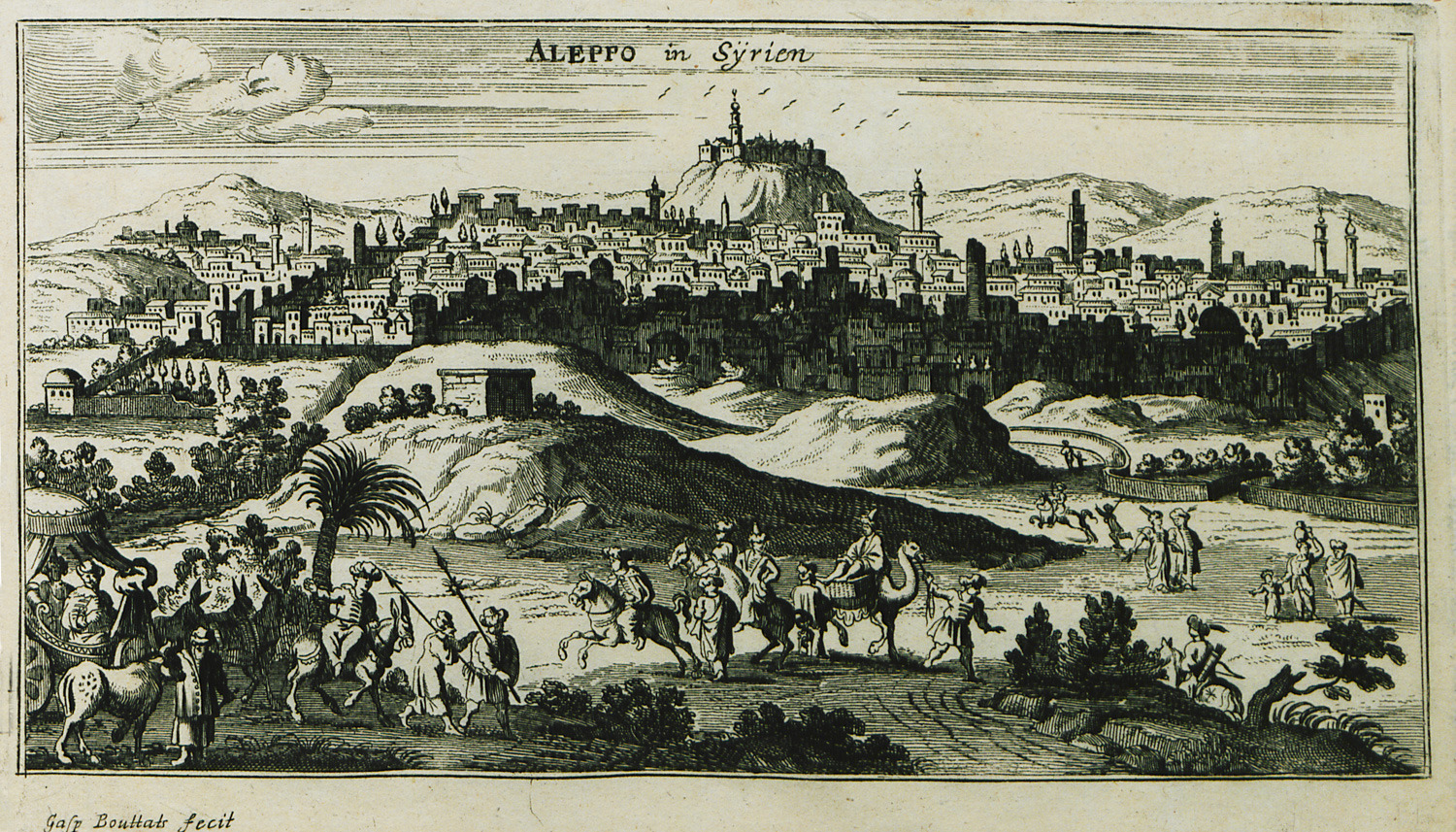
Aleppo na vyobrazení z konce 17. století

Aleppo je jedno z nejstarších dosud existujících měst nejen Blízkého Východu, ale na celém světě. Po dlouhou dobu svého trvání bylo významným obchodním a dopravním centrem. Historie města sahá až do 2. tisíciletí př. n. l. Postupně jej ovládali Chetité, Asyřané, Řekové a Římané.
V roce 637 n. l. bylo Aleppo dobyto Araby a v roce 1260 Mongoly. Součástí Syrské arabské republiky je od roku 1924. Od nejstarších dob je považováno za významné centrum vzdělanosti a politické správy. V aleppské synagóze se dochoval jeden z význačných rukopisů hebrejského Tanachu, opatřený masoretskou punktací, jenž je známý jako Aleppský kodex.
Z doby řecké nadvlády máme zprávu o zvláštním způsobu, jak se zde prováděly popravy. Odsouzenci byli údajně shazováni z věže, jež byla „padesát loket vysoká, naplněná popelem. Z jejího kruhového vrcholu bylo možno odevšad shazovat odsouzence do popela“ (2. kniha Makabejská 13:5).
Starověká část města je od roku 1986 zapsána na seznamu světového dědictví UNESCO. Město ale bylo velmi těžce poničeno za občanské války v Sýrii během bojů v letech 2012–2016. Z památek byl zničen například minaret Umajjovské mešity.
Středověké křesťanské památky reprezentuje hotel Baron, na nějž byla adaptována historická katedrála proroka Eliáše.

## Slavní rodáci
- Philipp Stamma - vynikající šachista v Londýně a Paříži v 18. století
- Muhammed Ahmad Fáris - syrský kosmonaut
- Menachem Jedid - izraelský politik
- Levon Ter-Petrosjan - arménský prezident

## Zajímavost
Po městě jsou pojmenované chilli papričky Aleppo či Halaby, pěstované na Blízkém východě.

## Partnerská města
- Izmir, Turecko

## Galerie

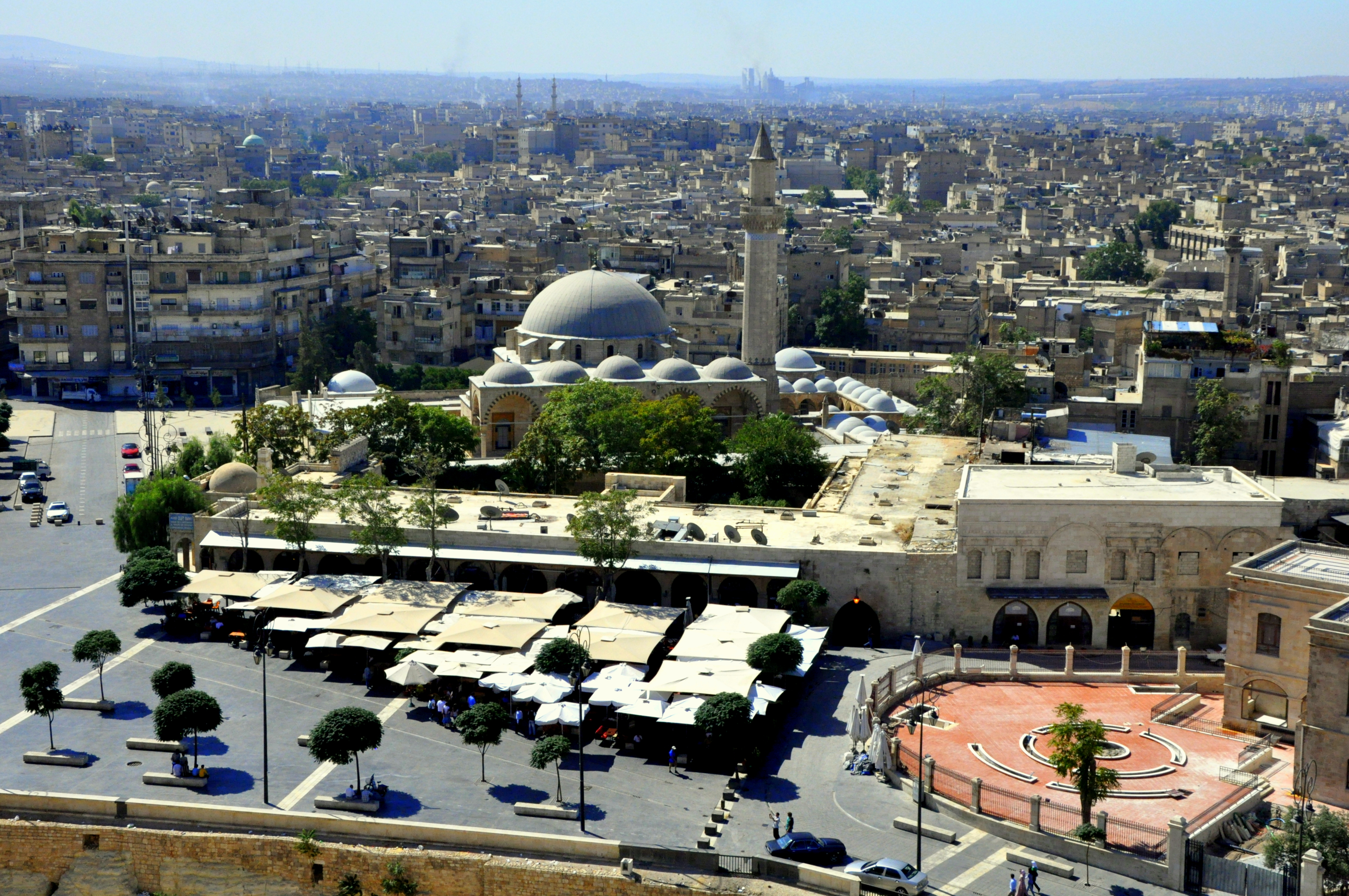
Historická zástavba
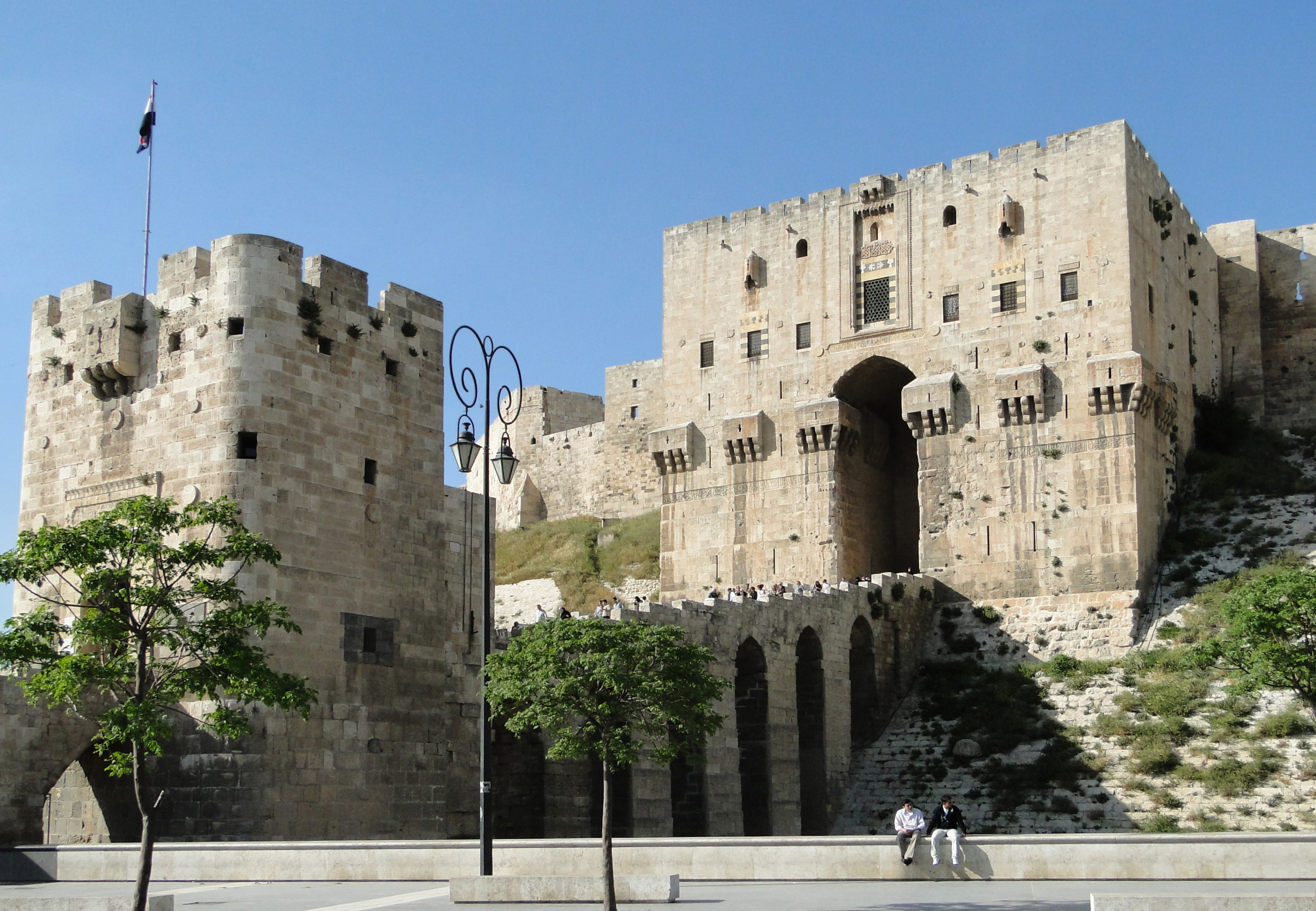
Citadela v Aleppu
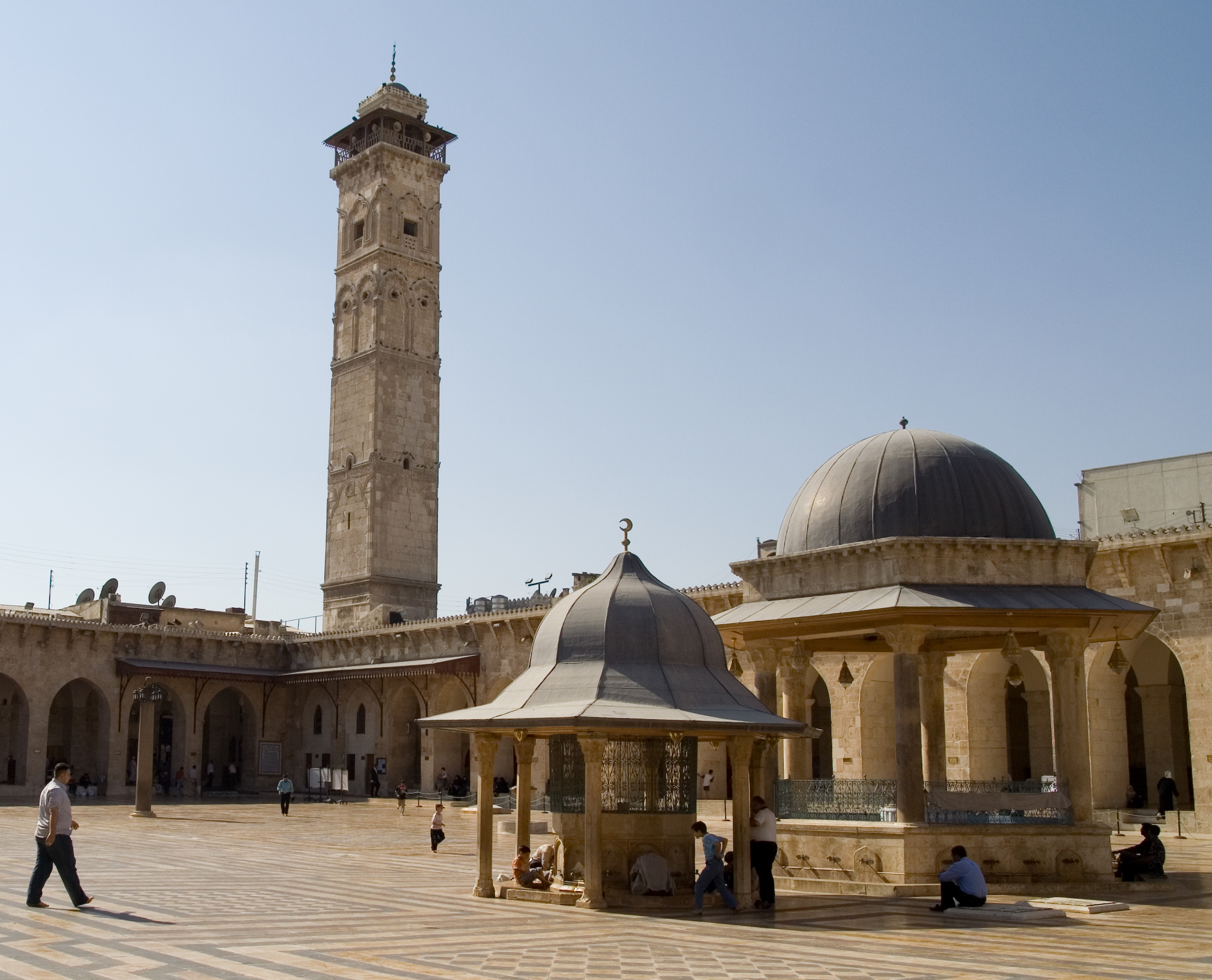
Nádmoří Umajjovské mešity
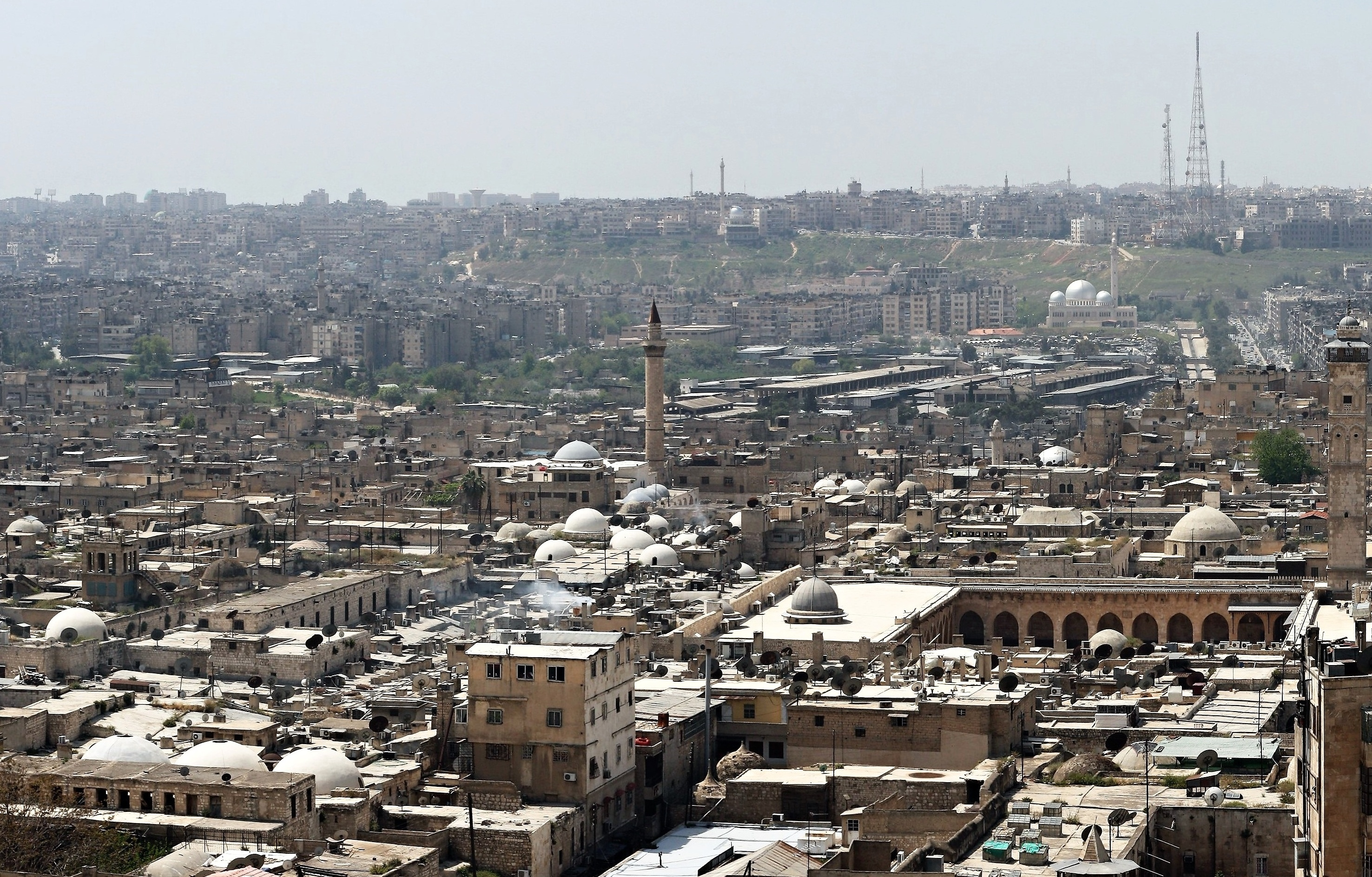
Historická zástavba s mešitou Behramiyah
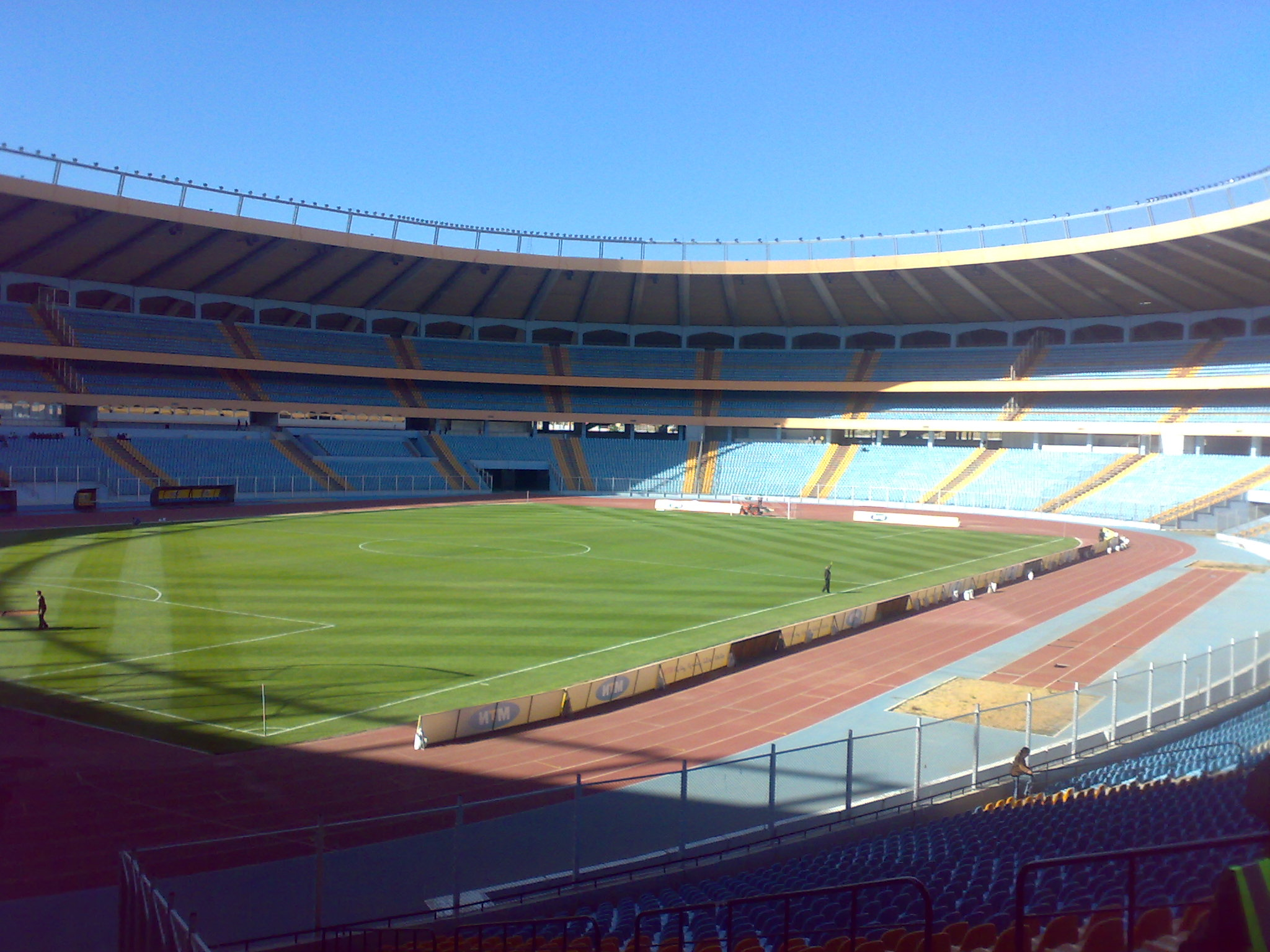
Mezinárodní stadion v Aleppu